# Damir Mikec
Damir Mikec (en serbio: Дамир Микец; Split, Yugoslavia, 31 de marzo de 1984) es un deportista serbio que compite en tiro, en la modalidad de pistola.
Participó en cinco Juegos Olímpicos de Verano, entre los años 2008 y 2024, obteniendo dos medallas, plata en Tokio 2020, en la prueba de pistola de aire 10 m, y oro en París 2024, en pistola 10 m mixto (junto con Zorana Arunović), además del séptimo lugar en Pekín 2008, en la prueba de pistola 50 m.
Ganó tres medallas en el Campeonato Mundial de Tiro entre los años 2018 y 2023, y dieciocho medallas en el Campeonato Europeo de Tiro entre los años 2013 y 2025.
En los Juegos Europeos consiguió tres medallas, dos de oro en Bakú 2015 (pistola 10 m y pistola 50 m) y una de plata en Minsk 2019 (pistola 10 m mixto).

## Palmarés internacional
| Juegos Olímpicos   | Juegos Olímpicos         | Juegos Olímpicos  | Juegos Olímpicos   |
| Año                | Lugar                    | Medalla           | Prueba             |
| ------------------ | ------------------------ | ----------------- | ------------------ |
| 2020               | Tokio (Japón)            | Medalla de plata  | Pistola 10 m       |
| 2024               | París (Francia)          | Medalla de oro    | Pistola 10 m mixto |
| Campeonato Mundial |                          |                   |                    |
| Año                | Lugar                    | Medalla           | Prueba             |
| 2018               | Changwon (Corea del Sur) | Medalla de plata  | Pistola 50 m       |
| 2022               | El Cairo (Egipto)        | Medalla de oro    | Pistola 50 m       |
| 2023               | Bakú (Azerbaiyán)        | Medalla de plata  | Pistola 10 m       |
| Juegos Europeos    |                          |                   |                    |
| Año                | Lugar                    | Medalla           | Prueba             |
| 2015               | Bakú (Azerbaiyán)        | Medalla de oro    | Pistola 10 m       |
| 2015               | Bakú (Azerbaiyán)        | Medalla de oro    | Pistola 50 m       |
| 2019               | Minsk (Bielorrusia)      | Medalla de plata  | Pistola 10 m mixto |
| Campeonato Europeo |                          |                   |                    |
| Año                | Lugar                    | Medalla           | Prueba             |
| 2013               | Odense (Dinamarca)       | Medalla de plata  | Pistola 50 m mixto |
| 2014               | Moscú (Rusia)            | Medalla de plata  | Pistola 50 m mixto |
| 2015               | Arnhem (Países Bajos)    | Medalla de plata  | Pistola 10 m       |
| 2016               | Győr (Hungría)           | Medalla de oro    | Pistola 50 m mixto |
| 2017               | Maribor (Eslovenia)      | Medalla de oro    | Pistola 10 m mixto |
| 2017               | Maribor (Eslovenia)      | Medalla de plata  | Pistola 10 m       |
| 2017               | Bakú (Azerbaiyán)        | Medalla de plata  | Pistola 50 m       |
| 2018               | Győr (Hungría)           | Medalla de plata  | Pistola 10 m mixto |
| 2019               | Osijek (Croacia)         | Medalla de plata  | Pistola 10 m       |
| 2019               | Osijek (Croacia)         | Medalla de bronce | Pistola 10 m mixto |
| 2020               | Breslavia (Polonia)      | Medalla de plata  | Pistola 10 m mixto |
| 2021               | Osijek (Croacia)         | Medalla de plata  | Pistola 50 m       |
| 2021               | Osijek (Croacia)         | Medalla de plata  | Pistola 10 m mixto |
| 2022               | Hamar (Noruega)          | Medalla de bronce | Pistola 10 m mixto |
| 2022               | Breslavia (Polonia)      | Medalla de bronce | Pistola 50 m       |
| 2023               | Tallin (Estonia)         | Medalla de oro    | Pistola 10 m       |
| 2023               | Tallin (Estonia)         | Medalla de oro    | Pistola 10 m mixto |
| 2025               | Osijek (Croacia)         | Medalla de bronce | Pistola 10 m mixto |